# Ільницький Віктор Йосипович
Віктор Йосипович Ільницький (нар. 8 квітня 1955, Самбір, Львівська область) — радянський важкоатлет. Майстер спорту СРСР (1975).
У 1985 році закінчив стаціонарне відділення національної Академії МВС України. З 1975 року майстер спорту СРСР з важкої атлетики.
Тренерський стаж:
З 1976 року — тренер у львівських ДСТ «Спартак», «Динамо». У наш час[коли?] — тренер з важкої атлетики у львівській ДСШ «Атлет» «Динамо».
З 1 жовтня 2009 року тренер з фізичної підготовки у футбольному клубі «Скала» (Моршин).